# 仙頭武則
仙頭 武則（せんとう たけのり、1961年10月15日 - ）は、日本の映画プロデューサー、映画監督。名古屋学芸大学メディア造形学部映像メディア学科教授。京都芸術大学映画学科客員教授。

## 経歴
神奈川県横浜市生まれ。宝塚市立宝梅中学校、兵庫県立宝塚高等学校卒業。関西大学商学部卒業後、大手鉄鋼メーカーを経て、1990年WOWOW入社。映画プロデュース局担当部長から同社100%子会社1998年サンセントシネマワークス代表取締役、2001年独立系映画製作会社ランブルフィッシュ代表取締役を経て2009年より名古屋学芸大学メディア造形学部映像メディア学科特任教授。2013年同大学教授。数多くの映画作品のプロデュースを行っている。カンヌ国際映画祭、ベルリン国際映画祭、ロッテルダム国際映画祭など多くの国際映画祭に作品を出品。2003年、『美しい夏キリシマ』で第23回藤本賞奨励賞を受賞する。
沖縄県で製作された低予算映画『NOTHING PARTS 71』（2012年沖縄先行公開）で初監督、琉球放送の特別番組『オキナワノコワイハナシ』への作品提供、沖縄県内で活動している芸人コンビドラゴンエマニエルの久米島凱旋ライブのドキュメント映像監督なども務めている。

## 私生活
映画作家・河瀨直美の元夫。現在は愛知県在住。

## フィルモグラフィー

### プロデュース
- J・MOVIE・WARS（1993年）
- N45°（1994年）
- エレファントソング（1994年）
- パイパティローマ（1994年）
- 突然炎のごとく（1994年）
- よい子と遊ぼう（1994年）
- ナチュラル ウーマン（1994年）
- この窓は君のもの（1995年）
- BeRLiN（1995年）
- 2/デュオ（1996年）
- 宇宙貨物船レムナント6（1996年）
- 女優霊（1996年）
- ユーリ（1996年）
- Helpless（1996年）
- 萌の朱雀（1997年）
- いさなのうみ（1997年）
- 林檎のうさぎ（1997年）
- リング（1998年）
- らせん（1998年）
- 楽園（1998年）
- アートフル・ドヂャース（1998年）
- M/OTHER（1999年）
- タイムレスメロディ（1999年）
- 豚の報い（1999年）
- 独立少年合唱団（2000年）
- EUREKA（2000年）
- 五条霊戦記（2000年）
- 火垂（2000年）
- ELECTRIC DRAGON 80000V（2001年）
- H story（2001年）
- 月の砂漠（2001年）
- クロエ（2001年）
- Unloved（2001年）
- 弟切草（2001年）
- まぶだち（2001年）
- 人間の屑（2001年）
- 美しい夏キリシマ（2002年）
- あじまぁのウタ 上原知子 天上の歌声（2004年）
- MASK DE 41 マスク・ド・フォーワン（2004年）
- レイクサイド マーダーケース（2004年）
- エリ・エリ・レマ・サバクタニ（2005年）
- ありがとう（2006年）
- 接吻（2008年）
- はるねこ（2016年）

### 監督
- ありがとう（2006年）※特撮監督
- NOTHING PARTS 71（2012年）

## ビブリオグラフィー
- ムービーウォーズ ゼロから始めたプロデューサー格闘記（1998年、日本経済新聞社）